# Quatretonda
Quatretonda település Spanyolországban, Valencia tartományban. Quatretonda Barx és Simat de la Valldigna községekkel határos. Lakosainak száma 2206 fő (2024).

## Népesség
A település népessége az utóbbi években az alábbiak szerint változott:
| Lakosok száma | 2534 | 2529 | 2513 | 2513 | 2468 | 2402 | 2278 | 2212 | 2143 | 2206 |
|               | 2001 | 2004 | 2007 | 2009 | 2012 | 2014 | 2017 | 2019 | 2022 | 2024 |